# Forvis Mazars
Forvis Mazars ist ein Steuerberatungs- und Wirtschaftsprüfungsunternehmen, das in über 100 Ländern und Regionen der Welt tätig ist.
In Deutschland ist Forvis Mazars mit mehr als 170 Partnern und etwa 2.700 Mitarbeitern an dreizehn Standorten vertreten und hatte zuletzt einen Jahresumsatz von 335 Millionen Euro. In der Lünendonk-Liste 2023 rangierte Mazars auf Platz 8 der größten Wirtschaftsprüfungs- und Steuerberatungsgesellschaften in Deutschland.

## Geschichte der Forvis Mazars Group
Die ursprüngliche Firma Mazars wurde im Jahre 1945 in Rouen (Normandie in Frankreich) von Robert Mazars († 2015) gegründet. 1977 hatte Mazars 33 Mitarbeiter und war bis in die 1980er Jahre nur lokal tätig, bevor es unter dem neuen Vorstand Patrick de Cambourg zu einem globalen Unternehmen ausgebaut wurde. Im Jahr 2000 war Mazars bereits in fast allen europäischen Ländern sowie in Brasilien, China und einigen afrikanischen Ländern präsent. In den Folgejahren weltweit wurde weitere Standorte in Osteuropa, Lateinamerika, Asien-Pazifik, Afrika sowie dem Mittleren Osten eröffnet. 
Seit 2016 ist Hervé Hélias CEO und Chairman der Mazars Group, seit 2024 CEO und Chairman der Forvis Mazars Group sowie Vorsitzender des Global Network Board von Forvis Mazars Global. 

## Geschichte von Forvis Mazars in Deutschland
Die Steuerberatungspraxis Brönner wurde 1919 in Berlin gegründet. Den Berufsstand des Wirtschaftsprüfers gab es zu diesem Zeitpunkt noch nicht. Als Reaktion auf die Weltwirtschaftskrise wurde 1931 durch eine Notverordnung im Rahmen der Aktienrechtsnovelle die Pflichtprüfung eingeführt und dieser Berufsstand geschaffen. Im November 1931 wurde Herbert Brönner der 13. Wirtschaftsprüfer in Deutschland überhaupt. Aus diesen Anfängen entwickelten sich im Laufe der Zeit die Dres. Brönner Treuhand-Revision GmbH und die Brönner Rechtsanwälte Partnerschaft, die als Brönner-Gruppe fachübergreifend neben der Wirtschaftsprüfung und Steuerberatung auch Rechtsberatung sowie Finanz-, Anlagen- und Lohnbuchhaltung anboten.
Der Ursprung der Röver-Gruppe liegt Anfang des Jahres 1945, als Maria Röver, die bereits 1937 als Devisenberaterin und 1943 als Steuerberaterin zugelassen wurde, die Praxis Dr. Röver und Partner gründete. Nach Anfängen im kriegszerstörten Berlin in einer Villa in Berlin-Schlachtensee wuchs dieses Unternehmen zur Dr. Röver & Partner KG (Wirtschaftsprüfungs- und Steuerberatungsgesellschaft).
1952 wurde Werner Susat Gesellschafter der Hamburger Sozietät Koob van der Laan, deren Ursprung im Jahr 1935 liegt und die sich in Koob van der Laan Susat umbenannte. 1974 wurde die Sozietät in Susat & Partner OHG Wirtschaftsprüfungsgesellschaft umfirmiert.
1975 eröffnete die französische Prüfungs- und Beratungsgesellschaft Mazars ein Büro in Deutschland. Im Jahr 2006 fusionierte Mazars in Deutschland mit Haarmann Hemmelrath, einer deutschen Anwaltskanzlei mit weltweiter Präsenz.
2007 fusionierten Röver und Brönner schließlich zur Röver Brönner Gruppe. 2011 wurde die Fusion mit Susat & Partner bekanntgegeben, aus der am 2012 RBS RoeverBroennerSusat entstand. 2013 wurde eine Niederlassung in Nürnberg eröffnet. 2014 erfolgte die Fusion mit Haag Eckhard Schoenpflug aus Frankfurt am Main.
Im Juni 2015 schlossen sich Mazars Deutschland und Roever Broenner Susat (zuvor die Nummer zehn am deutschen Markt) zu Roever Broenner Susat Mazars zusammen.
2016 schloss sich die Hamburger Wirtschaftsprüfungs- und Steuerberatungsgesellschaft Dr. Steinberg & Partner der Gesellschaft an.
2023 schloss sich die Nachhaltigkeitsberatung Stakeholder Reporting Mazars an. 2024 schloss sich Mazars mit der US-amerikanischen Prüfungs- und Beratungsgesellschaft Forvis zusammen.